# Вайтфілд (переписна місцевість, Нью-Гемпшир)
Вайтфілд (англ. Whitefield) — переписна місцевість (CDP) в США, в окрузі Коос штату Нью-Гемпшир. Населення — 1460 осіб (2020).

## Географія
Вайтфілд розташований за координатами 44°22′17″ пн. ш. 71°36′38″ зх. д. / 44.37139° пн. ш. 71.61056° зх. д. (44.371452, -71.610483).  За даними Бюро перепису населення США в 2010 році переписна місцевість мала площу 3,34 км², уся площа — суходіл.

## Демографія
Згідно з переписом 2010 року, у переписній місцевості мешкали 1142 особи в 476 домогосподарствах у складі 283 родин. Густота населення становила 342 особи/км².  Було 544 помешкання (163/км²).
Расовий склад населення:
| - 94,8 % — білих - 0,5 % — корінних американців - 0,4 % — азіатів - 0,2 % — чорних або афроамериканців - 2,1 % — осіб інших рас |

До двох чи більше рас належало 1,9 %. Частка іспаномовних становила 3,6 % від усіх жителів.
За віковим діапазоном населення розподілялося таким чином: 23,3 % — особи молодші 18 років, 58,2 % — особи у віці 18—64 років, 18,5 % — особи у віці 65 років та старші. Медіана віку мешканця становила 41,1 року. На 100 осіб жіночої статі у переписній місцевості припадало 88,1 чоловіків;  на 100 жінок у віці від 18 років та старших — 85,6 чоловіків також старших 18 років.
Середній дохід на одне домашнє господарство  становив 41 366 доларів США (медіана — 31 743), а середній дохід на одну сім'ю — 54 934 долари (медіана — 46 597). Медіана доходів становила 41 944 долари для чоловіків та 32 311 долар для жінок. За межею бідності перебувало 17,3 % осіб, у тому числі 16,5 % дітей у віці до 18 років та 20,8 % осіб у віці 65 років та старших.
Цивільне працевлаштоване населення становило 407 осіб. Основні галузі зайнятості: науковці, спеціалісти, менеджери — 16,5 %, роздрібна торгівля — 15,5 %, мистецтво, розваги та відпочинок — 14,7 %.